# CODA (skrót)

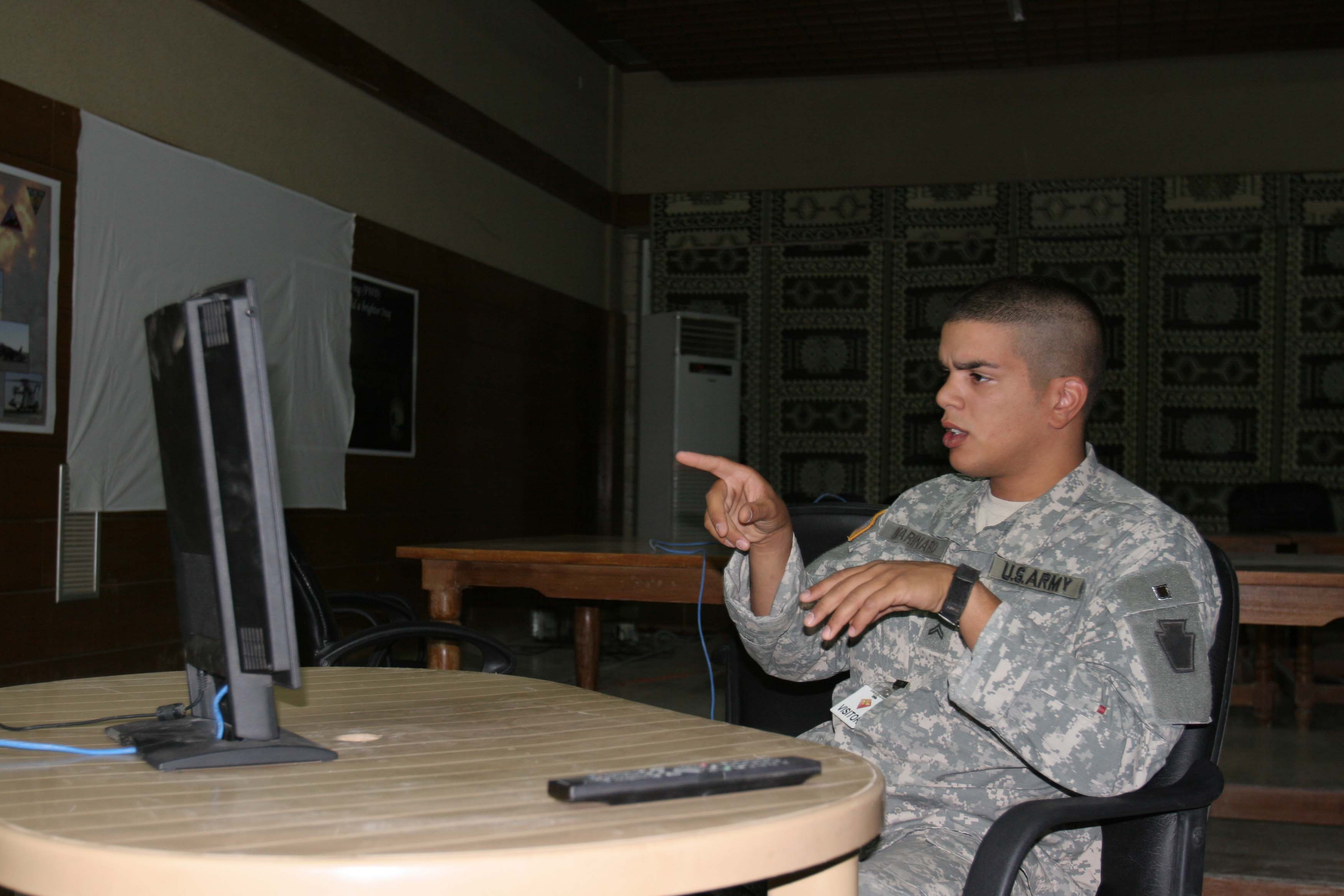
Osoba CODA komunikująca się ze swoimi rodzicami przez kamerę

Child of deaf adult (pol. dziecko głuchego dorosłego), powszechnie znane pod akronimem CODA – osoba wychowywana przez jedną lub więcej osób niesłyszących, która uważana jest za część kultury Głuchych zarówno z powodu częstotliwości używania przez nią języka migowego, jak i jej aktywnego udziału w życiu społeczności osób głuchych. Wiele osób CODA jest dwujęzycznych: nabywają oni zarówno dominujący język mówiony w społeczności osób słyszących, jak i jego migowy odpowiednik w społeczności osób głuchych. Z tego powodu osoby CODA są także dwukulturowe i często uznawane za łączników między światem głuchych a słyszących.  
Termin został użyty po raz pierwszy w 1984 roku przez Milie Brothers, założycielkę CODA International. Wraz z upływem czasu pojawiły się następne terminy:  
- KODA (Kid/Kids of Deaf Adults) – nieletnie słyszące dzieci głuchych rodziców
- OHCODA (Only Hearing Child of Deaf Adults) – słyszące dzieci, które mają głuchych rodziców i rodzeństwo
- OCODA (Only Child of Deaf Adults) – jedynak mający głuchych rodziców
- SODA (Siblings of Deaf Adults) – słyszące rodzeństwo głuchego brata lub siostry
- GODA (Grandchild/Grandchildren of Deaf Adults) – wnuki głuchych dziadków
- COHHA (Child/Children of Hard-of-Hearing Adults) – dzieci słyszące mające rodziców słabosłyszących